# Pierre Margaron
Pierre Margaron, né le 1er mai 1765 à Lyon et mort le 16 décembre 1824 à Paris, est un général français de la Révolution et de l'Empire. Commandant en chef de la légion des Ardennes en 1793, il est colonel en 1798 et combat à Novi. Nommé général de brigade sous le Consulat, il participe sous les ordres du maréchal Soult à la bataille d'Austerlitz, où il commande une brigade de cavalerie. En 1807, il passe à l'armée du Portugal confiée à Jean-Andoche Junot et s'illustre notamment à Évora et Vimeiro. Baron de l'Empire en 1809, il devient général de division en 1813 et prend part à la bataille de Leipzig. Fait chevalier de Saint-Louis par Louis XVIII, il finit sa carrière comme inspecteur général de la gendarmerie.

## Biographie

### Révolution et Consulat
Pierre Margaron naît le 1er mai 1765 à Lyon. Il débute dans la carrière des armes par le grade de capitaine provisoire dans une compagnie franche qui est incorporée dans la Légion des Ardennes le 15 août 1792. Nommé second chef de bataillon le 10 décembre suivant, et premier du grade dans cette légion le 10 avril 1793, il en prend le commandement le 14 du même mois. Il est toutefois suspendu de ses fonctions le 30 juillet avant d'être réintégré à l'armée du Nord à titre provisoire le 4 octobre 1794, puis définitivement le 7 juin 1795. Quelques jours plus tard, le 13 juin, il est promu adjudant-général à l'armée du Nord où il reste pendant un peu plus d'un an. 
Le 20 septembre 1796, il passe avec son grade à l'armée de Sambre-et-Meuse. Le 23 décembre 1798, Margaron devient chef de brigade du 1er régiment de cavalerie (futur 1er régiment de cuirassiers), qui sert alors sur le front italien. Son régiment sert tout d'abord à la bataille de la Trebbia, du 17 au 20 juin 1799, où il fait partie de la division du général Montrichard. Le 19 juin, l'attaque de cette division est repoussée. Le 15 août, au cours de la bataille de Novi, les hommes de Margaron font partie de la réserve de cavalerie du général Antoine Richepanse. Durant le combat, cette dernière effectue deux contre-charges sur les troupes autrichiennes formant l'aile droite du dispositif allié. Margaron est blessé par une balle lors de cet engagement. Peu après, à la bataille de Genola, il a la jambe droite cassée en remplissant une mission du général en chef Championnet. 
Le 14 juin 1800, les 123 cavaliers du 1er régiment de cavalerie se trouvent avec la brigade Kellermann à la bataille de Marengo, où ils prennent part à la fameuse charge conduite par ce général en fin d'après-midi. Plus tard dans l'année, par suite d'un contre-ordre de Brune, alors général en chef de l'armée d'Italie, Margaron, qui n'a avec lui que 200 chevaux et deux pièces d'artillerie, se trouve presque enveloppé par un corps de cavalerie légère ennemie sorti du camp retranché de Vérone. Il effectue alors deux charges vigoureuses, reprend le village de San Massimo, y soutient deux attaques du corps qu'il vient de traverser, le repousse et s'empare de 100 chevaux. Il sert également au passage de l'Adige le 1er janvier 1801. Nommé général de brigade le 29 août 1803, il devient membre de la Légion d'honneur le 9 décembre 1803 et commandant de cet ordre le 14 juin 1804.

### De l'Autriche à la Pologne

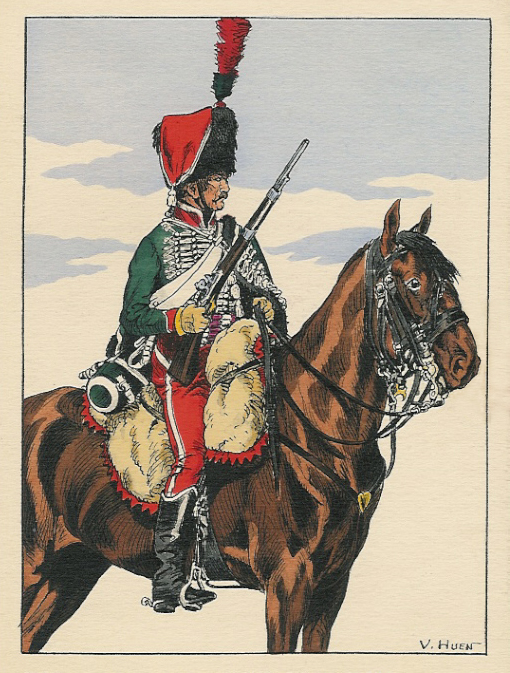
Un hussard français du 8e régiment en 1804, par Victor Huen. Le 8e hussards fait partie de la brigade Margaron pendant la campagne de 1805.

Il commande alors depuis septembre 1803 la brigade de cavalerie légère du camp de Saint-Omer avant d'être transféré en août 1805 au corps de réserve de Louis Bonaparte stationné au camp de Boulogne. Le 11 septembre de la même année, Margaron prend la tête de la brigade de cavalerie légère du IVe corps commandé par le maréchal Soult. Il fait la campagne de 1805 et combat à la bataille d'Austerlitz le 2 décembre. Sa brigade se compose à ce moment du 8e régiment de hussards et des 11e et 26e régiment de chasseurs à cheval, formant un total de douze escadrons. Blessé de deux coups de feu pendant cette campagne, il revient en France, et est mis d'abord en disponibilité le 11 avril 1806. Il reçoit ensuite l'ordre le 28 juillet de rejoindre le quartier général de la Grande Armée qui se bat alors en Prusse et reprend la direction de la cavalerie légère du corps de Soult le 20 septembre.
À la bataille d'Iéna, le 14 octobre 1806, la brigade Margaron aligne selon Chandler le 8e hussards et le 22e régiment de chasseurs à cheval. Hourtoulle indique pour sa part que la brigade Margaron est composée des 11e et 16e chasseurs à cheval, le 8e hussards et le 22e chasseurs formant une autre brigade sous le commandement du général Étienne Guyot. Au cours de l'affrontement, Soult attaque une force de 5 000 Prussiens commandée par Friedrich Jacob von Holtzendorff et chargée de surveiller le flanc nord de l'armée prussienne. Surpris par l'arrivée des troupes françaises sur son aile gauche, Holtzendorff se replie en bon ordre, parfaitement secondé par sa cavalerie. La cavalerie légère de Soult fait alors irruption, bouscule la cavalerie et les troupes d'infanterie légères prussiennes déployées en couverture et enfonce l'une des colonnes prussiennes en retraite, capturant 400 prisonniers, six pièces d'artillerie et deux drapeaux. Holtzendorff tente de se reformer près du village de Nerkwitz, mais l'infanterie française contourne son flanc gauche tandis que la cavalerie de Soult attaque frontalement la position. Les troupes prussiennes sont mises en déroute, la cavalerie parvenant à se rallier peu après alors que l'infanterie fuit le champ de bataille en désordre. Margaron participe au combat de Nossentin le 1er novembre, à la bataille de Lübeck le 6 avec quatre régiments de cavalerie légère et prend six jours plus tard le commandement de la 1re brigade de la 4e division de dragons du général Sahuc. Il sert à ce titre à Bieżuń le 23 décembre et à Mohrungen le 25 janvier. Dans ce dernier combat, sa brigade comprend les 17e et 27e régiments de dragons.

### Campagne du Portugal

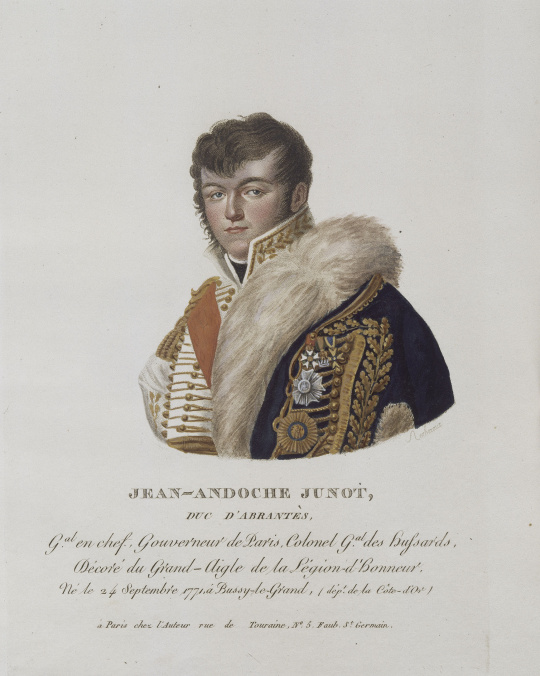
Le général Jean-Andoche Junot, commandant en chef l'armée d'invasion du Portugal.

En 1807, il se rend au corps d'observation de la Gironde que commande Jean-Andoche Junot. Margaron et le général Antoine Maurin mènent respectivement une brigade de la division de cavalerie de Kellermann, forte de 1 754 hommes. Les troupes à cheval comprennent les 1er, 3e, 4e, 5e, 9e et 15e régiments de dragons ainsi que le 26e régiment de chasseurs à cheval, tous à un escadron. Chaque escadron compte entre 236 et 262 cavaliers. Avec la permission de l'Espagne, les troupes de Junot franchissent la Bidassoa le 18 octobre 1807 et atteignent Salamanque le 12 novembre, prêtes à envahir le Portugal. Les Espagnols ne se doutent pas à ce moment que Napoléon se prépare à renverser leur royaume. Dès le début de l'invasion du Portugal par le corps de Junot, les arrangements logistiques se révèlent défaillants et la moitié des chevaux de l'armée meurent en cours de route. En dépit de cette situation préoccupante, le 30 novembre 1807, une avant-garde de cavalerie française de 1 500 hommes occupe Lisbonne sans rencontrer de résistance. Les cavaliers sont alors remontés avec des chevaux portugais confisqués.
Quelque temps plus tard, Napoléon renverse la dynastie des Bourbons du trône d'Espagne à la suite d'un coup d'État politique et militaire, une décision lourde de conséquences à long terme. Les troupes impériales françaises censées soutenir Junot au Portugal s'emparent sans coup férir des principales forteresses espagnoles au cours du mois de février 1808. En quelques semaines, 118 000 soldats français quadrillent la péninsule. Usant d'un stratagème, Napoléon dépose successivement le roi Charles IV et son fils Ferdinand au profit de son frère Joseph Bonaparte. Le 2 mai 1808, un soulèvement éclate à Madrid et la rébellion se propage rapidement dans toute l'Espagne. Au début du mois de juin, les lignes de communication de Junot avec la France sont coupées. L'insurrection portugaise, commencée dans le nord, se manifeste aussi dans le sud, et le 16 juin, à Faro, le général Maurin et un petit groupe de soldats français sont capturés par les rebelles.     
Apprenant qu'un corps de 20 000 insurgés s'avance des rives de Mondego sur Lisbonne, Junot envoie à sa rencontre le général Margaron, qui se met en route le 5 juillet avec 3 000 soldats. Il bat ses adversaires à Leiria, leur tue 8 à 900 hommes, prend tous leurs drapeaux et s'empare de Thomar. Le 25 juillet, Junot ordonne également au général Louis Henri Loison de conduire une expédition à l'est vers Elvas. Le 29, les 8 800 soldats de Loison, accompagnés de huit pièces d'artillerie, se heurtent à 2 900 réguliers portugais et espagnols lors de la bataille d'Évora. Se mettant personnellement à la tête du 86e de ligne, Margaron enfonce le centre ennemi et enlève trois bouches à feu. L'infanterie hispano-portugaise est battue et se replie sur Évora où elle tente de résister avec quelques habitants armés à la hâte. Chargé de l'attaque dirigée du côté de Beja, de Montemor et de l'aqueduc, Margaron, ayant échoué à enfoncer les portes, fait démolir la muraille à droite et à gauche et commande l'assaut dans la brèche ainsi pratiquée aux côtés du chef d'escadron Simmer et du capitaine Auguste de Forbin. Les Français font irruption dans la cité et massacrent les 2 000 défenseurs qui s'y trouvent, avant de livrer la ville au pillage. Les pertes françaises se montent à 90 tués et 200 blessés. Trois jours plus tard, Loison reçoit l'ordre de retourner à Lisbonne afin d'aider à repousser une invasion britannique.

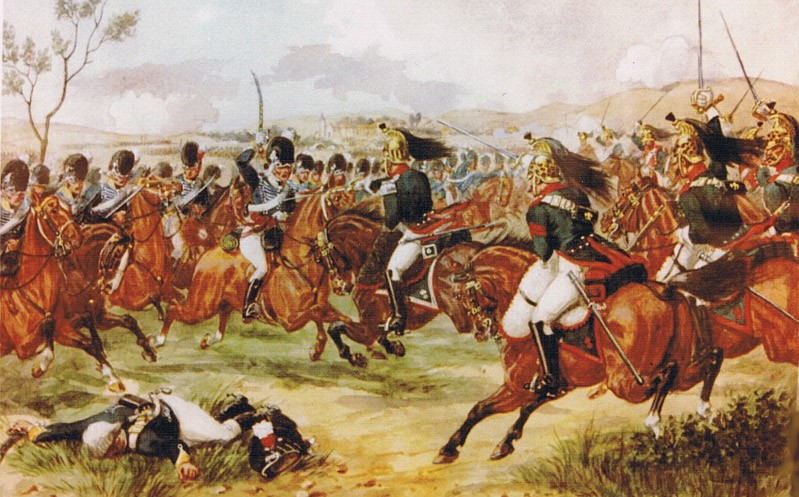
Charge des dragons français du général Margaron contre le 20e dragons légers britannique à la bataille de Vimeiro, le 21 août 1808. Illustration de Richard Simkin.

Le 2 août 1808, le général Arthur Wellesley débarque dans la baie de Mondego avec 13 536 soldats britanniques, auxquels se joignent 2 300 Portugais. Le corps expéditionnaire est renforcé peu après par 4 000 soldats britanniques supplémentaires. Le 17 août, Wellesley bat les 4 765 hommes du général français Delaborde à la bataille de Roliça. Cet événement est suivi peu après par la bataille de Vimeiro, le 21 août, où Wellesley avec 18 669 hommes affronte les 16 622 soldats de Junot. Une autre source évalue les effectifs des forces de Junot à 10 300 fantassins, 2 000 cavaliers et 700 artilleurs. Margaron commande la cavalerie, composée exclusivement de régiments provisoires, en l'occurrence les 3e, 4e et 5e dragons et le 1er régiment de chasseurs à cheval, ainsi que d'une centaine de volontaires.    
Au cours de la bataille, Junot détache le 3e dragons en soutien d'une de ses brigades sur son flanc, laissant Margaron en arrière avec trois régiments de cavalerie. Après l'échec des trois premières attaques frontales, Junot décide d'attaquer le village de Vimeiro avec la réserve de grenadiers commandée par Kellermann. Après un intense combat au corps-à-corps, les grenadiers français sont vaincus et Margaron envoie un régiment pour couvrir leur retraite. À cet instant, 240 cavaliers du 20e régiment de dragons légers britannique chargent, bousculent la cavalerie française et commencent à sabrer les grenadiers. Excités par ce succès, les cavaliers britanniques perdent toute discipline et poussent trop loin leur avantage. Margaron lance à l'attaque ses deux derniers régiments et refoule les dragons légers qui perdent 21 tués, dont le colonel Taylor, 24 blessés et 11 prisonniers. La bataille s'achève finalement sur une défaite française : Junot a perdu 1 800 hommes et 12 de ses 23 pièces d'artillerie, contre seulement 718 hommes pour Wellesley. L'historien Robert Burnham estime que Margaron a fait preuve « d'habileté et d'intelligence » dans le commandement de la cavalerie à Vimeiro.

### 1809-1814

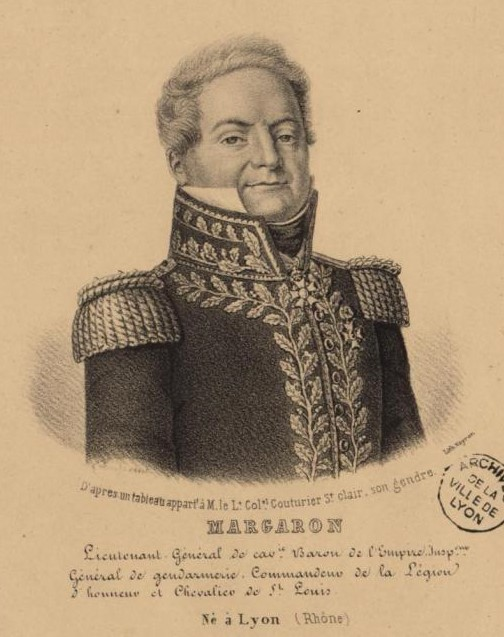
Le général Pierre Margaron. Lithographie par Toussaint, Archives municipales de Lyon.

Après sa reddition au Portugal, la marine britannique rapatrie Junot et ses troupes en France. L'ex-armée du Portugal est réorganisée pour devenir le VIIIe corps, mais cette fois la cavalerie est absente car les unités provisoires qui l'ont composé jusque là ont été réaffectées à leur régiment respectif. De son côté, Margaron est investi du commandement des dépôts de cavalerie établis dans les départements des Deux-Sèvres et de la Charente-Inférieure. Il retourne en Espagne attaché au IIe corps à partir du 4 janvier 1809 et est créé baron de l'Empire le 29 janvier. Il intègre la division Valence le 12 juillet mais revient en France par congé vers la fin de l'année. Le 6 septembre 1810, il prend le commandement du département de la Haute-Loire, et le garde jusqu'au 22 juillet 1812. 
Ce jour-là, Margaron est placé à la suite de l'état-major général de la Grande Armée. Le 16 août 1813, il est nommé général de division. Napoléon le fait également gouverneur de Leipzig le 20 septembre et l'investit du commandement de la division de cavalerie qui s'y organise. Lors de la bataille de Leipzig, qui se déroule du 16 au 19 octobre, la garnison de la ville placée sous ses ordres aligne 4 820 hommes répartis en deux brigades, soutenus par deux batteries d'artillerie à cheval de douze pièces et une demi-batterie de quatre canons. La brigade française dirigée par Annet Morio de L'Isle se compose des 2e bataillons des 96e et 103e de ligne, du 4e bataillon du 132e de ligne et d'un bataillon mixte des 35e et 36e régiments d'infanterie légère. Le comte Hochberg commande la brigade du grand-duché de Bade formée du 2e régiment d'infanterie de ligne badois et du bataillon d'infanterie légère Lingg. Ces unités sont presque totalement détruites à l'issue de la bataille.

### Restauration
À la Restauration, Margaron est fait chevalier de Saint-Louis le 8 juillet 1814 et inspecteur général de la gendarmerie le 18. Il accepte cependant une inspection générale pendant les Cent-Jours et est mis en non-activité le 22 octobre 1815. Nommé de nouveau inspecteur général de la gendarmerie le 14 août 1816, il est replacé en disponibilité le 3 juillet 1821 et meurt à Paris le 16 décembre 1824. Son nom est inscrit sur l'arc de triomphe de l'Étoile à Paris, côté Nord. Selon Robert Burnham, Margaron a été un « officier général capable qui semble n'avoir jamais été au bon endroit au bon moment ». Il considère notamment que la défaite de l'armée française au Portugal en 1808 a eu un impact fâcheux sur sa carrière, malgré la compétence dont il a fait preuve dans ses divers commandements.

## Décorations et titres

M. le baron Margaron,,

- 14 juin 1804 : Commandeur de la Légion d'honneur
- 29 janvier 1809 : Baron de l'Empire